# 杭大路
杭大路，是浙江省杭州市西湖区的一条南北向道路，南起曙光路，北至天目山路。因杭州大学（现浙江大学西溪校区）得名。道路一旁的杭大新村被列为列为杭州市历史文化街区。地铁3号线施工后对道路进行了修缮。

## 相交道路
- 曙光路
- 跑马场巷
- 西溪路
- 天目山路

## 地铁
曙光路口：3黄龙洞站